# Wakizaka Yasuharu
Wakizaka Yasuharu (脇坂 安治?   1554 - 26 de septiembre de 1626) fue un daimyō de la Isla Awaji durante el período Sengoku de la historia de Japón.
Yasuharu sirvió originalmente bajo las órdenes de Akechi Mitsuhide, un vasallo de Oda Nobunaga. En 1581 fue uno de los comandantes que lideró las tropas de Nobunaga durante el Asedio de Hijiyama. El año siguiente, Mitsuhide traicionó a Nobunaga, evento conocido como el Incidente de Honnō-ji y dos semanas más tarde fue vencido en la Batalla de Yamazaki.
Yasuharu se unió entonces a Toyotomi Hideyoshi, el cual se había convertido en una de las principales figuras bajo el mando de Nobunaga. Después de la Batalla de Shizugatake de 1583, fue reconocido como una de las "Siete Lanzas de Shizugatake" por su desempeño militar durante el conflicto bélico. Yasuharu fue premiado con un han en la Isla Awaji valorado en 30.000 koku en 1585.
Se convirtió en comandante de parte de la flota de Hideyoshi por lo que tomó parte de las campañas de Kyūshū de 1587, el Sitio de Odawara (1590) y las invasiones japonesas a Corea.
Durante la desastrosa invasión a Corea, Yasuharu encontró múltiples derrotas en contra del Almirante Yi Sun Sin, siendo la más notable durante la Batalla de Isla Hansan, donde perdió su flota completa y casi 10 000 soldados.
En 1600, Wakisaka estaba dispuesto a pelear del lado de Tokugawa Ieyasu, pero se vio obligado a unirse al bando de Ishida Mitsunari, debido a que este incrementó el ejército de Yasuharu cuando permaneció en Osaka. El 21 de octubre durante el desarrollo de la Batalla de Sekigahara, Yasuharu cambió de bando junto con Kobayakawa Hideaki y derrotó las fuerzas de Otani Yoshitsugu, con lo que contribuyó a la victoria de Tokugawa.
Después de la batalla, Tokugawa permitió que Yasuharu continuara gobernando su dominio de Awaji. En años posteriores se le dio otro han, en Ozu, en la Provincia de Iyo, equivalente a 53.000 koku.
Su hijo, Wakisaka Yasumoto, heredó los dominios de su padre después de su muerte en 1626.